# Bósnia Central
Bósnia Central (em bósnio: Srednjobosanski kanton; em croata: Županija Središnja Bosna) é um dos dez cantões da Bósnia e Herzegovina.